# Aloe vituensis
Aloe vituensis ist eine Pflanzenart der Gattung der Aloen in der Unterfamilie der Affodillgewächse (Asphodeloideae). Das Artepitheton vituensis verweist auf das irrtümlich angenommene Vorkommen der Art in der Region Witu in Kenia.

## Beschreibung

### Vegetative Merkmale
Aloe vituensis wächst stammbildend und ist spärlich verzweigt. Ihre anfangs aufrechten, später niederliegenden Triebe sind bis zu 40 Zentimeter lang. Die lanzettlich verschmälerten Laubblätter sind entlang der Triebe auf 15 bis 20 Zentimeter Länge zerstreut angeordnet. Die nahe ihrer Basis gelbgrüne und darüber bronze bis braun werdende Blattspreite ist bis zu 35 Zentimeter lang und 4 Zentimeter breit. Sie ist undeutlich fein gestreift. Auf ihr befinden sich zahlreiche linsen- oder H-förmige, weißliche Flecken. Auf der Unterseite sind die Flecken zahlreicher. Die Blattoberfläche ist glatt. Die stechenden, orangebraunen Zähne am Blattrand sind 3 bis 4 Millimeter lang und stehen 5 bis 10 Millimeter voneinander entfernt. Die braunen, fein gestreiften Blattscheiden sind bis zu 3 Zentimeter lang. Blattsaft ist nicht vorhanden.

### Blütenstände und Blüten
Der einfache Blütenstand erreicht eine Länge von etwa 50 bis 60 Zentimeter. Die ziemlich dichten, zylindrischen und leicht spitz zulaufenden Trauben sind 7 bis 8 Zentimeter lang und 6 Zentimeter breit. Die eiförmig-spitzen Brakteen weisen eine Länge von etwa 7 bis 9 Millimeter auf und sind 6 Millimeter breit. Die korallenrosafarbenen, grünlich gespitzten Blüten stehen an 4 bis 7 Millimeter langen Blütenstielen. Sie sind 27 bis 29 Millimeter lang und an ihrer Basis kurz verschmälert. Auf Höhe des Fruchtknotens weisen die Blüten einen Durchmesser von etwa 5 Millimeter auf. Darüber sind sie verengt und anschließend zur Mündung hin auf 8 bis 10 Millimeter erweitert. Ihre Perigonblätter sind auf einer Länge von 6 bis 8 Millimeter nicht miteinander verwachsen. Die Staubblätter und der Griffel ragen kaum aus der Blüte heraus.

## Systematik, Verbreitung und Gefährdung
Aloe vituensis ist im Norden von Kenia und im Südosten von Sudan, in der Regel im Schatten von großen Sträuchern oder im Gras an felsigen Hängen in Höhen von 290 bis 1525 Metern verbreitet.
Die Erstbeschreibung durch John Gilbert Baker wurde 1898 veröffentlicht.
Aloe vituensis wird in der Roten Liste gefährdeter Arten der IUCN als „Least Concern (LC)“, d. h. als in der Natur nicht gefährdet, eingestuft.

## Nachweise